# Batticuore (film 1939)
Batticuore è un film del 1939 diretto da Mario Camerini.

## Trama
L'apprendista Arlette, dopo aver frequentato una scuola di ladri a Parigi, si fa cogliere in flagrante da un ambasciatore che, invece di denunciarla, la incarica di rubare un orologio ad un altro ambasciatore. Il furto avviene durante un ballo serale: anche la Arlette si fa scoprire, ma la sua preda s'innamorerà perdutamente di lei e la sposerà.

## Promozione
I manifesti del film, per l'Italia, furono realizzati dal pittore cartellonista Sergio Gargiulo.

## Accoglienza

### Critica
Luigi Chiarelli in Film 18 febbraio 1939: "Delizia degli occhi, compiacimento del cuore: così si può definire questo film che Mario Camerini ha condotto con abile mano e con un sottile senso dell'arguto, attribuendo a questa parola l'accezione che le si attribuiva a questa parola l'accezione che le si attribuiva nel seicento, e cioè dell'ingegnoso. È pubblicamente riconosciuto ormai che non v'ha chi eguagli il Camerini nel raccontare argomenti di lieve tessitura; in questo caso il suo eloquente discorso ha aggiunto prestigio al soggetto. (...) Assia Noris è davvero incantevole, John Lodge franco, umano, efficace, e anche molto bene l'Almirante nella parte del vecchio borsaiolo".